# Las Eras Bajas
Las Eras Bajas es un núcleo de población perteneciente a la localidad de Porís de Abona, en el municipio de Arico de la provincia de Santa Cruz de Tenerife —Canarias, España—.

## Geografía
Pequeño núcleo costero de 0,28 km² de superficie situado entre los barrancos de La Linde o de Las Ceras y el de Tamadaya, la autopista del Sur y el mar, junto a la localidad de Las Eras del municipio de Fasnia. Está a unos quince kilómetros de la capital municipal, a una altitud media de 15 m s. n. m.
Cuenta con un pequeño mirador, algunos bares y restaurantes, y con las pequeñas playas de callaos de Playa Honda, Aguadulce y El Sombrerito.

## Demografía
Hasta 2007 Las Eras formaba un único núcleo, dividiéndose entonces en Altas y Bajas, quedando el primero adscrito a la localidad de Icor y el segundo a Porís de Abona.
| Año        | 2000 | 2005 | 2010 | 2015 | 2020 |
| ---------- | ---- | ---- | ---- | ---- | ---- |
| Habitantes | 92   | 144  | 96   | 78   | 92   |

## Comunicaciones
El acceso a través de la autopista del sur TF-1.

### Transporte público
En autobús —guagua— queda conectado mediante las siguientes líneas de TITSA:
| Línea | Trayecto                        | Recorrido     |
| ----- | ------------------------------- | ------------- |
| 032   | Güímar - Las Eras - La Sombrera | Horario/Línea |
| 033   | Güímar - Fasnia - La Sombrera   | Horario/Línea |

## Lugares de interés
- Playa del Pozo, con un pozo semicircular de piedra que fue usado como lugar de aseo de mujeres en época anterior a la conquista y que hoy se halla cegado bajo los cimientos de una construcción religiosa.[cita requerida]
- El Bonito, playa de arena y callao, donde desemboca el barranco de Tamadaya, lugar de desove de tortugas hasta la mitad del siglo xx.[cita requerida]
- Playa Honda, antiguo Puerto de la Cera, al que llegaba un ramal del Camino Real del Sur.